# Cédula de dez reais
A cédula de dez reais (R$ 10,00) começou a ser produzida pela Casa da Moeda do Brasil a partir do dia 1º de Julho de 1994, quando o Plano Real substituiu a moeda então em vigor.
Esta cédula foi a mais emitida de toda a história do Brasil, sendo que foram lançadas até o momento cerca de 7 bilhões de cédulas neste valor.

## Principais características da cédula
- Dimensões: 140 x 65 mm.
- Cor predominante: carmim
- Efígie Simbólica da República, interpretada sob a forma de escultura.
- Gravura de uma Arara (Ara chloroptera), ave de grande porte da família dos psitacídeos, típica da fauna do Brasil e de outros países latino-americanos.

## Estampas da primeira versão

### A (1994-1997)
Esta estampa foi emitida pela Casa da Moeda do Brasil, sendo lançada em circulação no dia 1º de Julho de 1994, quando o Real entrou em circulação.
Estas cédulas, que tinham os mesmos elementos de segurança compartilhados entre todos os valores, deixaram de ser emitidas em 1997 por conta de recorrentes falsificações.

### B (1994)
Estas cédulas tem as mesmas características da Estampa A, no entanto foram emitidas pela Thomas De La Rue, uma das empresas que deu suporte na emissão inicial das cédulas do padrão.

### C (1997-2012)
Em 1997, começaram a entrar em circulação as novas cédulas de 10 reais, emitidas pela Casa da Moeda do Brasil e que tinham como diferenças em relação as cédulas anteriores o fato de o papel ser mais fino, bem como mudanças na marca d'água, que passou a ser a bandeira nacional.
As cédulas antigas foram sendo substituídas, sendo que raramente se encontram exemplares das estampas anteriores em circulação.

### D (2000)
Em homenagem aos 500 anos do Descobrimento do Brasil, o BCB lançou uma cédula especial. Em 24 de abril de 2000, foi lançada a cédula comemorativa de 10 reais, contendo a efígie de Pedro Álvares Cabral, o mapa "Terra Brasilis", um trecho da carta de Pero Vaz de Caminha e uma rosa dos ventos, além de cinco naus da expedição de Cabral, elementos decorativos de azulejos portugueses, linhas sinuosas e representações da Cruz da Ordem de Cristo, todos temas alusivos ao Descobrimento do Brasil.
Esta cédula foi emitida experimentalmente em polímeros e emitida com motivos diferentes das cédulas anteriores do padrão real e emitida apenas no ano de 2000.
Por este motivo, são raros os exemplares desta cédula que ainda estejam em circulação.
| Anverso | Reverso | Valor    | Ano  | Material            | Descrição |
| ------- | ------- | -------- | ---- | ------------------- | --- |
|         |         | 10 reais | 2000 | Polímero (plástico) | Frente: Efígie de Pedro Álvares Cabral, descobridor do Brasil. Reverso: Versão estilizada do mapa do Brasil, com quadros ressaltando a pluralidade étnica e cultural do país. |